# A bálna (film)
A bálna (eredeti cím: The Whale) 2022-ben bemutatott amerikai pszichológiai filmdráma, amelyet Darren Aronofsky rendezett, és Samuel D. Hunter írt, 2012-ben készült, azonos című darabja alapján. A főszerepben Brendan Fraser, Sadie Sink, Hong Chau, Ty Simpkins és Samantha Morton. A film központjában egy visszahúzódó, súlyosan elhízott angoltanár van, aki megpróbálja helyreállítani a kapcsolatát tinédzser lányával.
A bálna premierje a 79. Velencei Nemzetközi Filmfesztiválon volt 2022. szeptember 4-én Ezután  2022. december 9-én került bemutatásra az Egyesült Államokban, majd december 21-én, az A24-nél. A film ellentmondásos kritikákat kapott a kritikusoktól, bár a stáb (különösen Fraser, Chau és Sink) teljesítményét dicsérték, Fraser pedig a 28. Critics' Choice Awards legjobb színészének járó díját nyerte el, és a 80. Golden Globe-díjátadón a legjobb színész kategóriában is jelölték, valamint a 29. Screen Actors Guild Awards, a 76. BAFTA és a 95. Oscar-díjátadón is jelölt lett.  3 millió dolláros költségvetéssel szemben 13 millió dollár bevételt hozott 2023. januárjáig, vagyis a magyar premier előtt.

## Cselekmény
Charlie 272 kilós angol tanár. Megpróbál ismét közel kerülni 17 éves lányához, Ellie-hez. Ennek érdekében felajánlja, hogy szellemíróként megírja a lány iskolai esszéit. Charlie és Ellie akkor hidegültek el egymástól, amikor a férfi elhagyta családját, hogy meleg szeretőjével éljen. Miután partnere meghalt, Charlie bánatában kényszeres evésbe kezdett. Azóta csak online órákat tart, de soha nem kapcsolja be a webkameráját, mert szégyelli a külsejét. 
Az egészsége komoly veszélybe kerül, ezért Liz, egy ápolónő barátja azt tanácsolja neki, forduljon orvoshoz. Közben Charlie megismerkedik egy házról házra járó evangélistával. A prédikátor párbeszédet kezdeményez vele az üdvösségről. Bár Charlie nem vallásos, mégis hatással vannak rá az egyházi személy szavai, mert kétségbeesetten vágyik az önelfogadásra.

## Szereplők
| Szerep  | Színész         | Magyar hang     | Leírás                                       |
| ------- | --------------- | --------------- | -------------------------------------------- |
| Charlie | Brendan Fraser  | Mészáros Máté   | Kórosan elhízott és visszahúzódó angoltanár. |
| Ellie   | Sadie Sink      | Ruszkai Szonja  | Charlie elhidegült lánya.                    |
| Thomas  | Ty Simpkins     | Bergendi Áron   | Keresztény misszionárius.                    |
| Liz     | Hong Chau       | Györgyi Anna    | Ápolónő, Charlie egyetlen barátja.           |
| Mary    | Samantha Morton | Zsigmond Tamara | Charlie volt felesége és Ellie édesanyja.    |

### Magyar változat
- Bemondó: Korbuly Péter
- Magyar szöveg: Zalatnay Márta
- Felvevő hangmérnök: Thoma Dávid
- Hangmérnök és vágó: Szabó Miklós
- Gyártásvezető: Boskó Andrea
- Szinkronrendező: Járai Kíra
- Produkciós vezető: Balázs Barbara Orsolya

A szinkront a Dub 4 Stúdió készítette.

## Előkészületek
Aronofsky elmondta, hogy egy évtizede próbálta elkészíteni a filmet, de Charlie szerepe megakadályozta. Aztán meglátta a Utazás az éjszaka mélyén előzetesét, amelyben Fraser volt a főszereplő, és rájött, hogy megtalálta azt, akié majd a szerep lesz.
2021. január 11-én bejelentették, hogy az A24 megszerezte A bálna globális forgalmazási jogait, amelyet Aronofsky rendezne, és Fraser lesz a főszereplője. 2021 februárjában Hong Chau, Sadie Sink és Samantha Morton csatlakozott a szereplőgárdához, majd Ty Simpkins is a következő hónapban. George Clooney rövid időre a film  rendezésén gondolkodott, de végül elutasította.

### Forgatás
A forgatás március 8-án kezdődött és 2021. április 7-én fejeződött be a New York-i Newburgh-ben, a Hudson-völgyben, New Yorktól északra. Az utómunka még abban a hónapban elkezdődött.
Fraser naponta négy órát töltött azzal, hogy egy kb. 136 kilót (300 fontot) nyomó protézissel felszereljék. A forgatás előtt hónapokig dolgozott egy táncoktatóval, hogy meghatározza, hogyan fog a karaktere mozogni a túlsúly mellett, és konzultált az Obesity Action Coalition-val.

## Premier

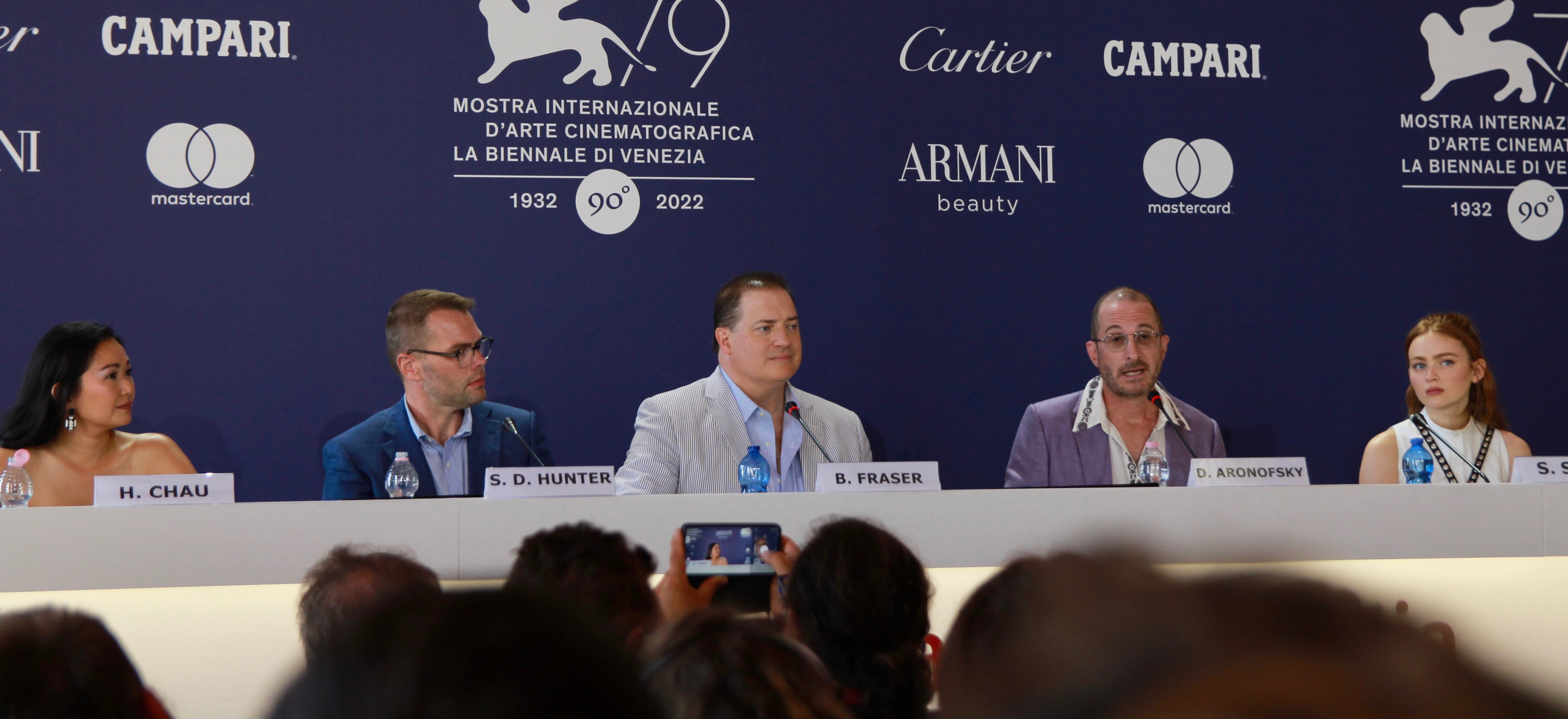
A szereplők és a rendező sajtótájékoztatót tart a 2022-es Velencei Filmfesztiválon

A bálna világpremierje a 79. Velencei Nemzetközi Filmfesztiválon volt 2022. szeptember 4-én, ahol hatperces vastapsot kapott a vetítés után. Észak-amerikai premierje a 2022-es Torontói Nemzetközi Filmfesztiválon volt 2022. szeptember 11-én. Az Egyesült Államokban 2022. december 9-én mutatták be korlátozott mozikban, majd december 21-én széles körben mutatták be, egybeesve a kanadai mozibemutatóval.

## Fogadtatás

### Bevételi adatok
A film 1,04 millió dollárt keresett a harmadik hétvégéjén (hat moziról 603-ra bővült), és 1,6 millió dollárt a négynapos karácsonyi keretben, majd 1,4 millió dollárt a negyedik hétvégén. Ezt követően 1500 helyszínre bővült a mozisorozat hatodik hetében, és átlépte a 11 millió dollárt az USA-ban, némileg átmenetileg megtörve azt a tendenciát, hogy a nagyközönség kezdi elveszteni érdeklődését a presztízsfilmek iránt a COVID-19 világjárvány által megváltoztatott mozizási környezetben. Ezeket az eredményeket a Fraser teljesítményéért járó dicséretnek és díjazásnak tulajdonították.

### Kritikai visszhang

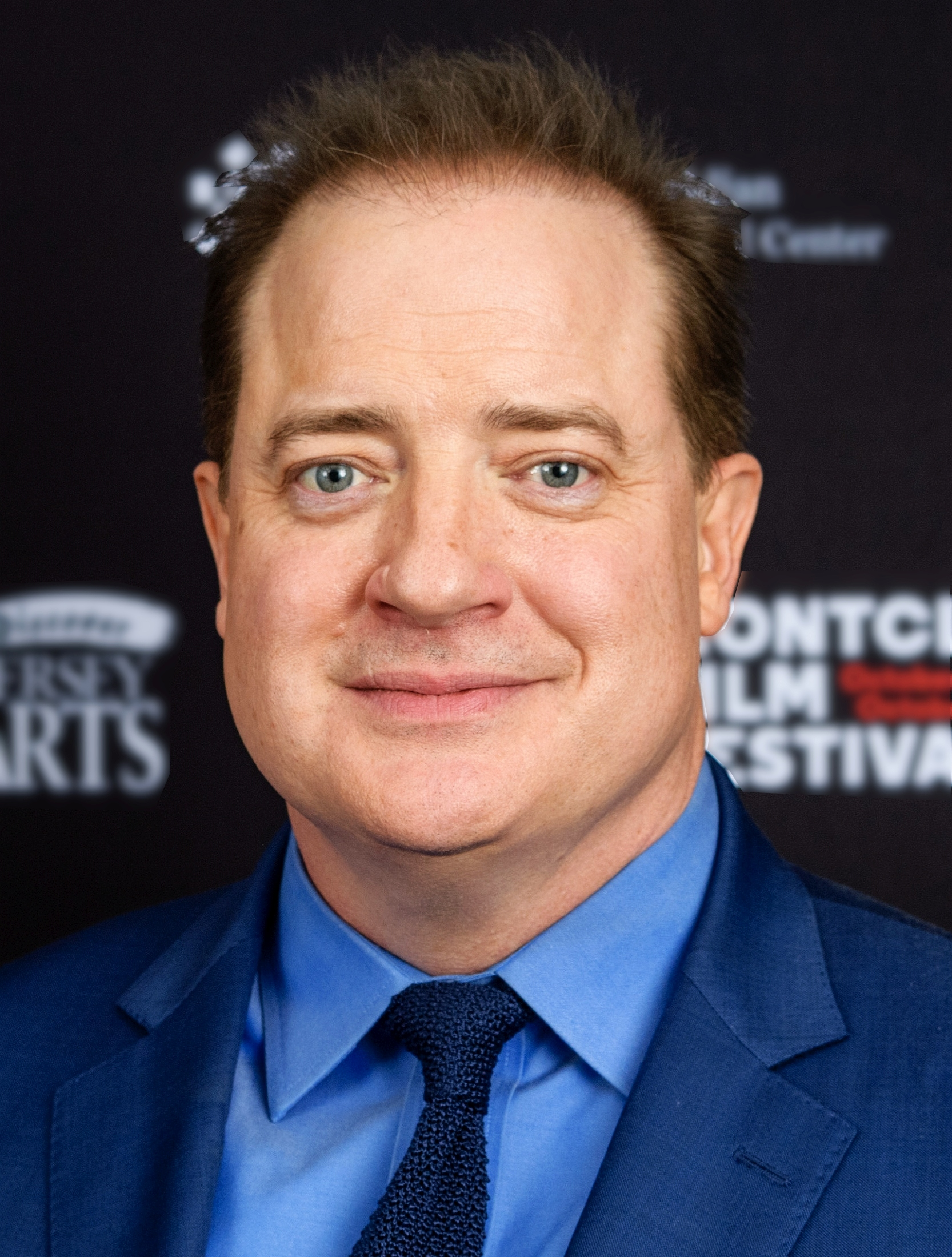
Brendan Fraser világszintű elismerést kapott teljesítményéért, amelyet széles körben karrierje visszatérésének tekintettek.

A Rotten Tomatoes arról számolt be, hogy a kritikusok A bálnát empatikus filmnek találták. Az oldalon a 258 kritikus véleményének 66%-a pozitív, átlagosan 6,7/10. 
A bálna általában pozitív visszajelzéseket kapott Torontóban, különösen Fraser és Sink előadásaiért. Amikor a filmet korlátozott számú mozikban mutatták be, a Variety arról számolt be, hogy ' A vélemények... polarizálódtak, mások kritizálták a filmet a kövér emberek ábrázolása miatt."  Glenn Kenny, a RogerEbert.com munkatársa méltatta Aronofsky rendezését és Fraser teljesítményét, és azt írta, hogy „a történet a szívfájdalom és az emberi félreértés különböző szintjeit mutatja be” és „Aronofsky és Fraser jelentős kockázatot vállalt a kitartó empátia nevében”. Robbie Collin, a The Daily Telegraph munkatársa, öt csillagot (tökéletes) adott neki, és kijelentette: "Fraser a ritka együttérzés szenzációs filmjében pecsételi meg visszatérését."

### Elismerések, díjak
| Díj                                        | Díjátadó dátuma    | Kategória                                 | Jelölt                                          | Eredmény | Forrás |
| ------------------------------------------ | ------------------ | ----------------------------------------- | ----------------------------------------------- | -------- | ------ |
| AACTA International Awards                 | 2023. február 24.  | Legjobb színész                           | Brendan Fraser                                  | Jelölve  | [ 25 ] |
| AARP Movies for Grownups Awards            | 2023. január 28.   | Legjobb színész                           | Brendan Fraser                                  | Elnyerte | [ 26 ] |
| Oscar-díj                                  | 2023. március 12.  | Legjobb színész                           | Brendan Fraser                                  | Elnyerte | [ 27 ] |
| Oscar-díj                                  | 2023. március 12.  | Legjobb női mellékszereplő                | Hong Chau                                       | Jelölve  | [ 27 ] |
| Oscar-díj                                  | 2023. március 12.  | Legjobb smink                             | Adrien Morot, Judy Chin és Anne Marie Bradley   | Elnyerte | [ 27 ] |
| Alliance of Women Film Journalists         | 2023. január 5.    | Legjobb színész                           | Brendan Fraser                                  | Elnyerte | [ 28 ] |
| Alliance of Women Film Journalists         | 2023. január 5.    | Legjobb női mellékszereplő                | Hong Chau                                       | Jelölve  | [ 28 ] |
| Alliance of Women Film Journalists         | 2023. január 5.    | Legjobb adaptált forgatókönyv             | Samuel D. Hunter                                | Jelölve  | [ 28 ] |
| Alliance of Women Film Journalists         | 2023. január 5.    | Legjobb áttörést jelentő női teljesítmény | Sadie Sink                                      | Jelölve  | [ 28 ] |
| Austin Film Critics Association            | 2023. január 10.   | Legjobb színész                           | Brendan Fraser                                  | Jelölve  | [ 29 ] |
| Austin Film Critics Association            | 2023. január 10.   | Legjobb adaptált forgatókönyv             | Samuel D. Hunter                                | Jelölve  | [ 29 ] |
| BAFTA-díj                                  | 2023. február 19.  | Legjobb férfi főszereplő                  | Brendan Fraser                                  | Jelölve  | [ 30 ] |
| BAFTA-díj                                  | 2023. február 19.  | Legjobb női mellékszereplő                | Hong Chau                                       | Jelölve  | [ 30 ] |
| BAFTA-díj                                  | 2023. február 19.  | Legjobb adaptált forgatókönyv             | Samuel D. Hunter                                | Jelölve  | [ 30 ] |
| BAFTA-díj                                  | 2023. február 19.  | Legjobb smink                             | Anne Marie Bradley, Judy Chin, and Adrien Morot | Jelölve  | [ 30 ] |
| Chicago Film Critics Association           | 2022. december 14. | Legjobb színész                           | Brendan Fraser                                  | Jelölve  | [ 31 ] |
| Chicago Film Critics Association           | 2022. december 14. | Legjobb női mellékszereplő                | Hong Chau                                       | Jelölve  | [ 31 ] |
| Critics' Choice Movie Awards               | January 15, 2023   | Legjobb színész                           | Brendan Fraser                                  | Elnyerte | [ 32 ] |
| Critics' Choice Movie Awards               | January 15, 2023   | Legjobb fiatal színész/színésznő          | Sadie Sink                                      | Jelölve  | [ 32 ] |
| Critics' Choice Movie Awards               | January 15, 2023   | Legjobb adaptált forgatókönyv             | Samuel D. Hunter                                | Jelölve  | [ 32 ] |
| Critics' Choice Movie Awards               | January 15, 2023   | Legjobb smink                             | A bálna                                         | Jelölve  | [ 32 ] |
| Golden Globe-díj                           | 2023. január 10.   | Legjobb férfi főszereplő – filmdráma      | Brendan Fraser                                  | Jelölve  | [ 33 ] |
| Las Vegas Film Critics Society             | 2022. december 11. | Legjobb film                              | A bálna                                         | Jelölve  | [ 34 ] |
| Las Vegas Film Critics Society             | 2022. december 11. | Legjobb rendező                           | Darren Aronofsky                                | Jelölve  | [ 34 ] |
| Las Vegas Film Critics Society             | 2022. december 11. | Legjobb színész                           | Brendan Fraser                                  | Elnyerte | [ 34 ] |
| Las Vegas Film Critics Society             | 2022. december 11. | Legjobb női mellékszereplő                | Hong Chau                                       | Jelölve  | [ 34 ] |
| Las Vegas Film Critics Society             | 2022. december 11. | Legjobb adaptált forgatókönyv             | Samuel D. Hunter                                | Jelölve  | [ 34 ] |
| Las Vegas Film Critics Society             | 2022. december 11. | Legjobb fiatal színésznő                  | Sadie Sink                                      | Jelölve  | [ 34 ] |
| San Francisco Bay Area Film Critics Circle | January 9, 2023    | Legjobb színész                           | Brendan Fraser                                  | Jelölve  | [ 35 ] |
| San Francisco Bay Area Film Critics Circle | January 9, 2023    | Legjobb adaptált forgatókönyv             | Samuel D. Hunter                                | Jelölve  | [ 35 ] |
| Satellite-díj                              | 2023. február 11.  | Legjobb színész-dráma                     | Brendan Fraser                                  | Elnyerte | [ 36 ] |
| Satellite-díj                              | 2023. február 11.  | Legjobb adaptált forgatókönyv             | Samuel D. Hunter                                | Jelölve  | [ 36 ] |
| Screen Actors Guild-díj                    | 2023. február 26.  | Legjobb férfi főszereplő (mozifilm)       | Brendan Fraser                                  | Elnyerte | [ 37 ] |
| Screen Actors Guild-díj                    | 2023. február 26.  | Legjobb női mellékszereplő                | Hong Chau                                       | Jelölve  | [ 37 ] |
| Seattle Film Critics Society               | 2023. január 17.   | Legjobb férfi főszereplő                  | Brendan Fraser                                  | Jelölve  | [ 38 ] |
| St. Louis Film Critics Association         | 2022. december 18. | Legjobb színész                           | Brendan Fraser                                  | Elnyerte | [ 39 ] |
| Toronto Film Critics Association           | 2023. január 8.    | Legjobb színész                           | Brendan Fraser                                  | Jelölve  | [ 40 ] |